# Pascal Meunier (diplomate)
Pour l’article homonyme, voir Pascal Meunier photographe.
Pour les articles homonymes, voir Meunier.
Pascal Meunier est un diplomate français, né le 19 mars 1953 à Trélon.

## Origine et formation
Pascal Clotaire René Marcel Meunier est né le 19 mars 1953 à Trélon dans le département du Nord.
Il est diplômé de l’Institut d'études politiques de Paris et de l’Institut national des langues et civilisations orientales (INALCO) où il a étudié le russe et le japonais.

## Carrière professionnelle

### Haut fonctionnaire de 1973 à 1993
Pascal Meunier entre au ministère des Affaires étrangères en 1973. Nommé en 1974 troisième secrétaire d'ambassade de France au Japon, il est nommé en 1977 deuxième secrétaire d'ambassade de France à Prague puis premier secrétaire en 1978. Il est ensuite nommé en 1980 premier secrétaire puis deuxième conseiller d'ambassade en 82 à l'ambassade de France en Suède. En 1982, il est nommé à la direction d'Europe au ministère des Affaires étrangères et en 1985, premier conseiller en Pologne, poste qu'il occupe jusqu'en 1988. Il est ensuite chef du service des affaires internationales à la direction des hydrocarbures au ministère de l'Industrie jusqu'en 1989, puis sous-directeur d'Extrême-Orient à la direction d'Asie-Océanie au ministère des Affaires étrangères jusqu'en 1992.

### À la direction du groupe Thomson devenu Thales, de 1993 à 2012
Conseiller au cabinet de Bruno Durieux, ministre délégué au Commerce extérieur, Pascal Meunier est alors détaché en 1993 auprès du Groupe Thomson (devenu Thales fin 2000) où il reste jusqu'en 2012 : d'abord comme directeur des financements étrangers et multilatéraux, puis en 1996 directeur des affaires financières internationales, puis chef du service Concessions et outsourcing, directeur des programmes européens de 2002 à 2008 et enfin directeur du développement international.
Durant ces mandats, il est membre du conseil d'EuroDéfense France.

### Ambassadeur de France
Le 7 mars 2012, Pascal Meunier est nommé ambassadeur de France en Azerbaïdjan. Il est remplacé par Aurélia Bouchez le 25 septembre 2015.
Le 1er mars 2016, il est nommé ambassadeur de France en Géorgie. Le 4 mars 2016, il est reçu par le ministre géorgien des Affaires étrangères, Mikheil Djanelidze (en) et présente ses lettres de créance au président géorgien Guiorgui Margvelachvili,. Son successeur Diégo Colas est nommé par décret du 24 juillet 2019, l'autorisant à faire valoir ses droits à la retraite